# St.-Georgs-Kapelle (Roßberg)
Die St.-Georgs-Kapelle ist eine Kapelle im Schenkenzeller Ortsteil Kaltbrunn auf dem Roßberg, unweit des Reinerzauer Tales (Kleine Kinzig) im Gebiet Oberes Kinzigtal im Schwarzwald, Baden-Württemberg. Die Kapelle wurde im Jahr 1577 an der Stelle einer 1547 im Zuge der Reformation niedergelegten St.-Georgs-Kirche im barocken Baustil errichtet und bietet Platz für 100 Personen.

## Geschichte
In einer lückenlosen Liste aus dem Jahr 1275 des Bistums Konstanz stand damals die Pfarrei der Georgskirche auf dem Roßberg. Es war also anfänglich eine Kirche. Zur Pfarrei gehörten die Höfe ob der Wüste und Kaltbrunn. Im Jahr 1327 wurden Kirchenrechte von der Roßbergkirche (Patronat) durch die Grafen Walther von Geroldseck und Georg von Veldenz an das Kloster Wittichen übertragen. Die Pfarrei auf dem Roßberg wurde auf Antrag vom Kloster Wittichen im Jahr 1481 aufgelöst, die Pfarrrechte gingen an das Kloster Wittichen. Die Herren von Geroldseck waren im Jahr 1344 als Besitzer des Reinerzauer Tales bezeugt. Im Jahr 1498 verpfändeten die Geroldsecker weite Besitzteile der Herrschaft Schenkenzell an Wolfgang, Graf zu Fürstenberg, ein Vetter von Gangolf von Geroldseck, darunter auch die Kirche auf dem Roßberg.
Graf Wilhelm von Fürstenberg führte im Jahr 1542 in seinem Land die Reformation ein und ließ im Jahr 1547 die alte St.-Georgs-Kirche abreißen. Im Zuge der Gegenreformation wurde im Jahr 1570 die Talschaft wieder katholisch. Mit der Säkularisation im Jahr 1803 ging der Besitz der St.-Georgs-Kapelle endgültig auf die Fürsten von Fürstenberg über, die bis heute für den Unterhalt der Kapelle zuständig sind. Im Jahr 1974 wurde vom Fürstenhaus das Dach neu mit Holzschindeln eingedeckt, weil sie schadhaft geworden waren.
Im Jahr 2000 ließ die Fürstenfamilie ein Gutachten zu den Kosten einer Sanierung erstellen, die dann von 2015 bis 2017 erfolgte. Seit 2019 ist der gemeinnützige Verein St. Georgskapelle auf dem Roßberg, Schenkenzell e. V. Eigentümer der Kapelle, die auch für Trauerfeiern eines in der Nähe angelegten Friedwaldes genutzt werden.

## Parallelen von der Entstehung der Kirche zum Schutzpatron
Georgskirchen gehen in der Regel in sehr frühe Zeiten zurück, dies lässt an dieser kirchlichen Stätte auf ein sehr hohes Alter schließen. Der Heilige Georg war ein Schutzpatron der römischen und bayrischen Missionare. Der 23. April erinnert an St. Georgs Sieg über den Drachen, welcher Symbol des Heidentums wurde, ein Symbol, das der Ritter besiegte und dadurch überwand.
Georgskirchen waren oft Nachfolger von einst heidnischen Kultstätten. St. Georg hatte den Drachen getötet und somit symbolisch vorchristliche Glaubensformen überwunden, hinüber zum Christentum geführt. Reiterprozessionen zu Ehren des Heiligen Georg erinnern auch heute noch jährlich an den christlichen Ritter. Auf dem Roßberg wurden früher auch jährlich solche Prozessionen am 23. April durchgeführt. Es deutet also vieles darauf hin, dass die kleine Georgskirche auf dem Roßberg deutlich älter ist als ihr erstes Erwähnungsjahr 1275. Es ist also vielleicht eher so, dass die Georgskirche der Nachfolger war so einer heidnischen Kultstätte und ihren Ursprung hat um das Jahr 1000 nach Christus. Das Lied des Heiligen Georg berichtet über den Sieg des Lichts über die Finsternis und über die Abwehr von Unheil an Haus und Hof. Sinnbildlich auch ein Wechsel von Heidentum zu Christentum.